# Provinsialläkare
Provinsialläkare var en i Sverige (och efter 1809 i Finland) tjänst för läkare som fungerade som distriktsläkare. Titeln har använts från 1600-talet för statliga, särskilt inrättade läkartjänster i Kristianstads, Jönköpings, Södermanlands, Västmanlands, Gotlands, Skaraborgs och Östergötlands län. 
En instruktion för provinsialläkare utfärdades 1744, men tjänsterna fick fast struktur först genom 1773 års medicinalstat. Antalet provinsialläkare var då 32.  Sådana tjänster fanns i samtliga residensstäder (utom i Göteborg, Östersund, Härnösand och Luleå) och därutöver i Borås, Eskilstuna, Sundsvall, Söderhamn, Lidköping, Eksjö, Norrtälje, Filipstad, Uddevalla, Vimmerby och Vadstena.  Jämtlands län fick sin förste provinsialläkare, Pehr Rissler,  1812. Under 1890-talet tillkom 'extra provinsialläkartjänster'  som var rent statliga. År 1840 fanns 24 sådana tjänster och 47 provinsialläkartjänster.
Då provinsialläkarna arbetade spritt över landet kände man ett behov av ökat samarbete och kunskapsutbyte mellan varandra och därför bildade man Svenska provinsialläkareföreningen 1881. Föreningens mål var att ta till vara provinsialläkarnas ekonomiska, sociala och kollegiala intressen. Dessutom kom föreningen att bli mycket betydelsefull vad gällde spridning av medicinsk kunskap, främst då man arrangerade läkarmöten vartannat år. Föreningen var verksam långt in på 1900-talet då den ombildades till distriktsläkarföreningen.
År 1890 fanns i Sverige 211 provinsialläkartjänster och 73 så kallade distriktsläkartjänster (ej statliga), vartill kom 24 tjänster som förste provinsialläkare liksom biträdandetjänster.  År 1973 ersattes benämningen provinsialläkare av distriktsläkare. Stationernas eller provinsialläkardistriktens antal var år 1915, om såväl provinsial- som extra provinsialläkardistrikt sammanräknas, 317 till antalet, fördelade på alla län i Sverige.
Provinsialläkare hade alltså en bestämd station (stationeringsort) och tjänstgöringsdistrikt och utnämndes av Kunglig majestät på förslag av Collegium Medicum, som senare benämndes Medicinalstyrelsen. Uppgiften var att biträda allmänheten med enskild sjukvård. Extra provinsialläkare hade samma tjänstgöringsskyldighet som ordinarie provinsialläkare, men var helt eller delvis avlönade av kommuner. I varje län fanns dessutom en av staten avlönad förste provinsialläkare med ett övergripande ansvar för länets allmänna sjuk- och hälsovård. Apoteksvisitationer ingick i deras åtaganden, liksom mönstring av beväringsmanskap.  
Provinsialläkarna kallades i början provincial-doktorer enligt instruktion av 12 april 1744, som 29 juli 1774 ersattes genom ny instruktion för provincialmedici.

## Finland
I Finland var provinsialläkare 1744–1939 läkare i statens tjänst, vilkas uppgifter i stort sett var desamma som de nuvarande länsläkarnas. Provinsialläkarna bildade det statliga hälsovårdsväsendets ryggrad fram till 1900-talet. Finland erhöll 1750 sin första provinsialläkare i Helsingfors, och 1753 tillkom en andra för Åbo län och 1753 en tredje i Kymmenegårds län. Antalet provinsialläkare var då Finland skildes från Sverige 11; 1883 hade det stigit till 53.